# Aeroporto de Charleroi Bruxelas Sul
O Aeroporto de Charleroi Bruxelas Sul (IATA: CRL, ICAO: EBCI), também conhecido por Aeroporto de Charleroi, é um aeroporto da Bélgica, instalado no município de Charleroi, com objetivo de atender a cidade de Bruxelas, em complemento ao Aeroporto de Bruxelas (BRU). Seus voos comerciais são operados majoritariamente pelas companhias Ryanair e Wizz Air. 
O aeroporto está localizado no bairro de Gosselies, mais precisamente a 7,4km ao norte de Charleroi e a 46 km ao sul do centro de Bruxelas. É segundo terminal aeroportuário mais movimentado da Bélgica em termos de passageiros e movimentos de aeronaves, tendo atendido 8.224.196 passageiros em 2019. É também o mais movimentado aeródromo do país no segmento da aviação geral.

## Histórico
As primeiras atividades aeronáuticas efetuadas no local remontam a  1919, com a abertura de uma escola de voo e pequenas instalações de manutençãode aeronaves.
Durante a Segunda Guerra Mundial, o local foi usado como um campo de pouso avançado para as forças aéreas aliadas, operando desta maneira de 14 de setembro de 1944 a 10 de agosto de 1945.
As instalações se tornaram um aeroporto público após a Segunda Guerra Mundial, mas as principais atividades do local permaneceram sendo as atividades de montagem e manutenções aeronáuticas .
Na década de 1970, a companhia aérea nacional belga Sabena lançou um serviço aéreo Liège-Charleroi-Londres, mas este foi rapidamente abandonado devido aos maus resultados operacionais obtidos.
As operações em Bruxelas Sul Charleroi cresceram na década de 1990, com uma nova estrutura de gestão comercial e a chegada da companhia aérea de baixo custo irlandesa Ryanair em 1997, que abriu sua primeira base continental em Charleroi alguns anos depois.
Embora criticada pelos subsídios governamentais para ajudar na sua instalação, a Ryanair abre novas rotas a partir de Bruxelas Sul Charleroi. Outras companhias de baixo custo se estabeleceram mais tarde, como a Wizz Air. A companhia aérea polonesa Air Polonia operava serviços de Charleroi para Varsóvia e Katowice antes de falir em agosto de 2004.
Um novo terminal foi inaugurado em janeiro de 2008. Tem capacidade para até 5 milhões de passageiros por ano, o que significa que atingiu sua capacidade máxima em 2010 (5.195.372 passageiros).
Em 2009, um equipamento de pouso por instrumentos ILS CAT III foi instalado, tornando possível a continuidade das operações de pouso sob situações de baixa visibilidade.
Em 2021 a pista de pouso e decolagens foi ampliada, cuja medida passou de 2500 metros para os atuais 3200 metros de extensão.